# Араги, Мехди
Мехди Араги (перс. مهدی عراقی‎;
16 сентября 1930, Тегеран (остан) — 26 августа 1979, Тегеран), иногда произносится Мехди Ираки — иранский политик, исламский фундаменталист и террорист при правлении шаха Мохаммеда Реза Пехлеви, после победы Исламской революции несколько месяцев был начальником тегеранской тюрьмы Каср. Являлся активным проводником репрессивной политики теократического режима Хомейни. Убит боевиками антиклерикальной организации Форкан.

## «Федаин ислама»
Родился в селении Паченар, расположенной к югу близ Тегерана. Этот район издавна считается очагом шиитской религиозности. С детства Мехди Араги проникся идеями исламского фундаментализма. Среднее образование получал в столице, но из-за материальных трудностей вынужден был бросить школу. Занялся базарной торговлей, причём принадлежал к «низшему слою базара».
Подобно массе иранских базари, Мехди Араги был убеждённым и активным исламистом. В шестнадцатилетнем возрасте он участвовал в создании террористической организации Федаины ислама. Выступал за установление теократии с жёсткой регламентацией жизни соответственно религиозным предписаниям. Араги был одним из ближайших сподвижников основателя группировки Навваба Сефеви. Участвовал в планировании и осуществлении терактов, в частности, в убийстве Ахмеда Кесрави.
Поначалу Араги поддерживал левое правительство Мохаммеда Мосаддыка, но быстро разочаровался в Национальном фронте как организации «неисламской и прозападной». Самого Мосаддыка он считал «аристократом, чуждым религии». Уже в 1951 правительство Мосаддыка в ответ на теракты «Федаинов ислама» против членов правительства начало преследование организации, был арестован Сефеви. Араги с группой единомышленников попытался освободить своего лидера, был арестован сам и около полугода находился в заключении
Свержение Мосаддыка Араги воспринял как закономерное. Однако он был непримиримым противником шахского режима Мохаммеда Реза Пехлеви, особенно модернизации и вестернизации периода Белой революции. Крайне враждебно относился к США, Израилю, Великобритании. Занимал также антикоммунистические позиции, чему способствовали конфликты с партией Туде во времена Мосаддыка.

## Сподвижник Хомейни
Освободившись, Мехди Араги продолжал организационную и пропагандистскую деятельность в исламистском подполье. В 1961 Араги посетил Кум и был принят аятоллой Хомейни. Вошёл в ближайшее окружение Хомейни, занимался обеспечением его личной безопасности — организацией физической охраны и оперативными контрмероприятиями против САВАК. Организовывал массовые акции в поддержку Хомейни (обычно сопряжённые с мусульманскими праздниками и церемониями). Участвовал в столкновениях с полицией во время протестов 1963. После ареста и высылки Хомейни в 1964 Араги перешёл на нелегальное положение.
27 января 1965 был убит премьер-министр Ирана Хасан Али Мансур. Ответом стали жёсткие репрессии САВАК против исламистского подполья. Мехди Араги был арестован по подозрению в причастности к теракту (у него было обнаружено незаконно хранящееся оружие), подвергнут пыткам и приговорён к тюремному заключению. Содержался в тегеранской тюрьме Каср. В камере продолжал вести исламистскую пропаганду.
Освободился Араги в 1976, когда шахское правительство под давлением США проводило либерализацию своей политики. Выехал из Ирана во Францию, примкнул к окружению Хомейни. Обеспечивал безопасность Хомейни при его проживании в Нофль-ле-Шато. В 1978 тайно проникал в Иран, участвовал в организации антишахских революционных демонстраций. Вернулся в Иран вместе с Хомейни 1 февраля 1979.

## Начальник тюрьмы
После победы Исламской революции 11 февраля 1979 Мехди Араги был назначен начальником тюрьмы Каср (в которой при шахе отбывал заключение). Араги сделался крупной фигурой в репрессивном аппарате исламской республики. Активно взаимодействовал с председателем Исламского революционного суда Садеком Хальхали, хотя выражал недоумение, что тот «сначала казнит, потом выдвигает обвинения».
Иностранные наблюдатели (даже симпатизировавшие иранской революции) отмечали, что карательная политика нового режима отличалась большей жестокостью, нежели при шахе. Были отменены всякие гарантии неприкосновенности личности, аресты совершались произвольно, тюремное содержание резко ужесточилось, родственники заключённых не имели информации об их судьбе, был отменён какой бы то ни было общественный контроль, прекратились посещения тюрем представителями правозащитных организаций (что допускалось в последние годы шахского правления).
Идеологически и политически Мехди Араги стоял на позициях ортодоксально-консервативного исламизма. Был видным деятелем Исламской коалиционной партии, участвовал в создании Исламской республиканской партии играл важную роль в поддержании партийных связей с социальной базой базара. Состоял в руководящих органов нескольких исламских фондов, был финансовым директором исламистского Инстиута Кайхан. Жена и старший сын Араги (он имел троих сыновей) тоже активно участвовали в исламистской политике.

## Гибель и память
Служебная функция Мехди Араги как главного тюремщика столицы делала его фигурой, особо ненавистной для антихомейнистской оппозиции. Активность в индивидуальном политическом терроре проявляла организация Форкан — исламистская, но антиклерикальная, выступавшая за «ислам без духовенства» и при этом леворадикальная по социальной доктрине, призывавшая к экспроприации «богатого базара».
Утром 26 августа 1979 Мехди Араги и его взрослый сын Хусам были убиты около своего дома. Их расстреляли с мотоцикла из автомата Uzi боевики Форкан.
Аятолла Хомейни назвал Мехди Араги своим «дорогим братом и сыном», который «должен был стать мучеником, ибо умереть в своей постели — слишком обыденно для такого человека». Похороны Араги состоялись в Куме, в церемонии участвовали десятки тысяч.
В 2019, к сорокалетию гибели, в Иране был снят документальный фильм Убить Мехди Араги, прославляющий его как «героя и мученика».